# Jang Paj-ping
Jang Paj-ping (čínsky pchin-jinem Yáng Báibīng, znaky tradiční 楊白冰; 9. září 1920 – 15. ledna 2013) byl čínský komunistický voják a politik, účastník čínské občanské války a čínsko-japonské války v nich sloužil jako politický pracovník v jednotkách kterým velel Liou Po-čcheng s Teng Siao-pchingem, a sice 129. divizi 8. pochodové armády, Ťin-Ťi-Lu-Jüském vojenském okruhu a polní armádě, Polní armádě centrální nížiny a 2. polní armádě. V letech 1949–1964 sloužil v S’-čchuanu v Jihozápadním vojenském okruhu a Čchengtuském vojenském okruhu, naposled jako náčelník politického oddělení okruhu. Roku 1964 byl obviněn z protistranické činnosti a odvolán z funkce, během kulturní revoluce byl v letech 1966–1975 vězněn. Po propuštění a rehabilitaci vedl politické oddělení Pekingského vojenského okruhu (1978–1985), sloužil jako komisař téhož okruhu (1985–1987) a náčelník Hlavní politické správy Čínské lidové osvobozenecké armády (1987–1992). Zaujímal také vysoké funkce ve vedení Komunistické strany Číny, jako člen ústřední vojenské komise KS Číny (1987–1992), její generální sekretář (1989–1992), tajemník sekretariátu (1989–1992) a člen politbyra (1992–1997) ústředního výboru KS Číny. Roku 1997 odešel na penzi.
Politicky od konce 70. let patřil k rehabilitovaným funkcionářům-obětem kulturní revoluce, kteří se shromáždili pod vedením Teng Siao-pchinga a vytlačili od moci stoupence kultunrí revoluce. V 80. a 90. letech zaujímal konzervativní postoje.

## Život
Jang Paj-ping se narodil 9. září 1920 v okrese Tchung-nan v provincii S’-čchuan (dnes na území města Čchung-čching) v početné rolnické rodině. V prvních letech života ho ovlivnili jeho starší bratři Jang An-kchung (padl v boji při jednom z komunistických povstání roku 1927) a Jang Šang-kchun a revoluční atmosféra v rodině. Během studia na střední škole v Čcheng-tu začal Jang Paj-ping číst pokrokové knihy a časopisy a aktivně se účastnil pokrokového studentského hnutí.
V roce 1938 vstoupil do Komunistické strany Číny a její 8. pochodové armády. Od roku 1939 sloužil v různých funkcích v politickém oddělení 129. divize 8. pochodové armády; na podzim roku 1943 byl přijat do stranické školy ÚV KS Číny a v roce 1944 se vrátil do politického oddělení 129. divize.
Během druhé občanské války (1945–1949) byl vedoucím organizačního oddělení politického odboru vojenské oblasti Ťin-Ťi-Lu-Jü, funkcionářem komunistické strany na okresní úrovni, od září 1948 sloužil v politickém oddělení Polní armády centrální nížiny, poté působil v oddělení týlu 2. polní armády (nástupkyně Polní armády centrální nížiny; 129. divizi, Polní armádě centrální nížiny i 2. polní armádě velel Liou Po-čcheng, komisařem zmíněných celků byl Teng Siao-pching).
Po vzniku Čínské lidové republiky působil v odboru týlu, později v politickém oddělení Jihozápadního vojenského okruhu, poté pracoval v politickém oddělení Čchengtuského vojenského okruhu, naposledy jako náčelník oddělení. Při zavedení vojenských hodností roku 1955 byl jmenován plukovníkem, roku 1959 byl povýšen na staršího plukovníka.
V prosinci 1964 byl s několika dalšími důstojníky sesazen z funkce po obvinění z protistranické činnosti. Během kulturní revoluce byl zatčen (v listopadu 1966) a devět let zadržován ve vazební věznici politického oddělení vojenského okruhu; z vazby byl propuštěn počátkem roku 1975.
Koncem 70. let patřil, spolu se svým nevlastním bratrem Jang Šang-kchunem, k rehabilitovaným vojákům a politikům podporujícím Teng Siao-pchinga. Roku 1978 byl jmenován zástupcem komisaře a vedoucím politického oddělení Pekingského vojenského okruhu. V červnu 1985 se stal politickým komisařem Pekingského vojenského okruhu. Na XIII. sjezdu KS Číny v říjnu/listopadu 1987 byl zvolen členem ústředního výboru a ústřední vojenské komise KS Číny; současně v listopadu 1987 převzal místo Jü Čchiou-liho vedení Hlavní politické správy Čínské lidové osvobozenecké armády (do 1992). Při znovuzavedení vojenských hodností roku 1988 byl jmenován generálplukovníkem. V listopadu 1989 vystřídal svého staršího bratra Jang Šang-kchuna ve funkci generálního sekretáře ústřední vojenské komise, současně ho ústřední výbor KS Číny zvolil tajemníkem sekretariátu ÚV. V 80. letech společně s Jang Šang-kchunem patřil k nejvýznamnějším z generálů, kteří zajišťovali Teng Siao-pchingovu kontrolu nad ozbrojenými silami; bratři přitom měli v armádě mimořádný vliv. Politicky zastával konzervativní postoje, patřil k rozhodným stoupencům a organizátorům vojenského zásahu proti demonstracím v Pekingu roku 1989. Současně hájil liberální ekonomické reformy.
Roku 1992 se bratři Jangové v zákulisí stavěli proti generálnímu tajemníkovi Ťiang Ce-minovi a Jang Paj-ping nebyl – jako celoživotní politický komisař – příliš populární mezi profesionálními vojáky, Teng Siao-pching proto v říjnu 1992 nechal Jang Paj-pinga odvolat z politické správy a vojenské komise, následná čistka pro-jangovských generálů a důstojníků organizovaná Ťiang Ce-minem minimalizovala vliv bratří Jangů v armádě. Současně na XIV. sjezdu KS Číny zvolen členem politbyra ÚV KS Číny (v politbyru vystřídal odcházejícího Jang Šang-kchuna). V politbyru působil jako neformální reprezentant starých stranických veteránů. Funkci vykonával do XV. sjezdu KS Číny v září 1997, kdy ve věku 77 let odešel na penzi.
Zemřel 15. ledna 2013 v Pekingu.